# Kentaro Wada
Kentaro Wada (født 28. juni 1996) er en japansk fodboldspiller.
Han har spillet for flere forskellige klubber i sin karriere, herunder Gamba Osaka.